# Yūji Tsukada
Yūji Tsukada (japanisch 塚田 雄二 Tsukada Yūji; * 28. Dezember 1957 in der Präfektur Yamanashi) ist ein ehemaliger japanischer Fußballspieler und -trainer.

## Karriere
Tsukada erlernte das Fußballspielen in der Schulmannschaft der Nirasaki High School und der Universitätsmannschaft der Nippon Sport Science University. Seinen ersten Vertrag unterschrieb er 1980 bei den Kofu SC. Ende 1989 beendete er seine Karriere als Fußballspieler.